# Szurakszan állomás
Szurakszan (Suraksan) állomás földalatti metróállomás a szöuli metró 7-es vonalán. Nevét a közeli Szurakszan hegyről kapta.

## Viszonylatok
| 7-es vonal                                   | 7-es vonal | 7-es vonal                                                   |
| -------------------------------------------- | ---------- | ------------------------------------------------------------ |
| Tobongszan (Dobongsan) Csangam (Jangam) felé | 7-es vonal | Madul (Madeul) Puphjong-ku cshong (Bupyeong-gu cheong ) felé |